# Echinosigra phiale
Echinosigra phiale is een zee-egel uit de familie Pourtalesiidae.
De wetenschappelijke naam van de soort werd, als Pourtalesia phiale, in 1873 gepubliceerd door Charles Wyville Thomson.

## Synoniemen
- Pourtalesia paradoxa Mortensen, 1905[2] (subjectief synoniem per Hansson, 2001)